# Struts
Struts – otwarty framework dla aplikacji tworzonych w języku programowania Java. Podstawowymi zastosowaniami Struts są prezentacja danych oraz kontrolowanie danych (widok i kontroler w modelu MVC).
Struts pozwala w łatwy sposób mapować adresy stron www aplikacji na metody klas obsługujących żądania. Sercem Struts jest serwlet wywołujący odpowiednie metody w zależności od jego konfiguracji zapisanej w pliku XML.